# شلایتس
شلایتس (به آلمانی: Schlaitz) یک منطقهٔ مسکونی در آلمان است که در مولدشتاوزه واقع شده‌است. شلایتس ۱٬۰۰۳ نفر جمعیت دارد.